# Preventive law
Preventive law is een beweging binnen het rechtsdenken die zich richt op het voorkomen van juridische problemen en geschillen. Waar traditionele juristen zich richten op het achteraf analyseren en oplossen van reeds ontstane juridische problemen, streeft preventive law ernaar om mogelijke problemen al in een vroeg stadium aan te wijzen en op te lossen. Voor de cliënt heeft het als voordeel dat rechtszaken voorkomen kunnen worden, evenals de mogelijke financiële gevolgen van dergelijke rechtszaken. Tevens heeft de cliënt bij preventive law de regie in handen, omdat er geen rechter aan te pas hoeft te komen.
De beweging is in de jaren 50 van de 20e eeuw in de Verenigde Staten ontstaan. Louis Meir Brown, een Amerikaanse advocaat en later ook hoogleraar, staat aan de basis van deze beweging.
In Nederland groeit de beweging onder leiding van prof. dr. mr. Eric van de Luijtgaarden. Hij is de enige leerstoelhouder preventive law en is verbonden aan Zuyd Hogeschool en de Universiteit Maastricht.

## Aanhangers van en theoretische bijdragen aan preventive law

### Louis Brown
Het startpunt van preventive law is Louis Brown, die wordt gezien als ‘father of preventive law’. Brown was een Amerikaanse advocaat, en later ook hoogleraar, die bij de ontwikkeling van zijn preventive law-theorie uitging van de vooronderstelling dat de juridische beroepspraktijk is te vergelijken met de geneeskunde. Het onderhoud en de verbetering van de juridische gezondheid van juridisch gezonde personen zou volgens Brown het hoogste doel van juridische beroepsbeoefenaars moeten zijn. Dit doel staat haaks op de kenmerken van de ‘traditionele’ jurist die in de visie van Brown pas in actie zou komen nadat het conflict al is gerezen – ‘wanneer de cliënt al in een slechte juridische gezondheid verkeert’. Een belangrijk preventief instrument dat door Brown is ontwikkeld, is de Periodic Legal Checkup, in Nederland ook wel de ‘Juridische APK’ genoemd. Deze ‘APK’ veronderstelt dat de jurist en zijn cliënt elkaar periodiek zouden moeten spreken, ongeacht of daar al dan niet een directe aanleiding voor is. Tijdens dit periodieke contactmoment neemt de jurist telkens een vragenlijst door met zijn cliënt, waarmee de juridische gezondheid van de cliënt over de volle breedte in kaart wordt gebracht. Aan de hand van de uitkomsten van deze vragenlijst maakt de jurist een risicoanalyse en een lijst met scenario’s voor zijn cliënt: ‘op dit moment zijn dit jouw zwaktes en op deze manier kunnen deze hersteld worden’ en ‘hier liggen kansen voor de toekomst en op deze manier kun je anticiperen op nieuwe wetgeving’. Met behulp van deze APK wordt bijtijds ingegrepen en voorkomen dat eventuele zwaktes uitmonden in juridische problemen, of dat juridische problemen verder escaleren. ‘Voorkomen is beter dan genezen’.

### Edward Dauer
De voormalige assistent van Brown en latere hoogleraar preventive law, Edward Dauer, zette de traditie van preventive law voort, weliswaar met inachtneming van andere accenten: Dauers aanpak richt zich veel meer op de cliënt dan dat Brown deed. Volgens Dauer is de door Brown opgezette preventive law-beweging primair gericht op het juridisch kanaliseren van gevoelens van mensen. Dauer heeft zich wel eens laten verleiden om preventive law in één zin samen te vatten, namelijk: ‘It is more important to predict what people will do, than it is to predict what a court will do’. Volgens hem ontstaan juridische geschillen doorgaans niet omdat er een rechtsregel is geschonden, maar omdat iemand zich aangetast voelt, of de realiteit niet overeenkomt met zijn of haar verwachting: een perceptie van schade. Door een beroep te doen op een wettelijk recht, hoopt die persoon zijn verloren voordeel dan terug te winnen. De uitdaging voor een preventieve jurist is volgens Dauer dan ook vooral het anticiperen waar of wanneer zich een perceptie van schade bij de cliënt voordoet. Met andere woorden: ‘hoe kan een jurist bijdragen aan het inschatten van de kansen op teleurstelling en hoe kan hij zijn vaardigheden gebruiken om de teleurstelling zoveel mogelijk te voorkomen?’. Dauer formuleert in vijf punten een antwoord op deze vraag:
1. Leer de cliënten wat ze kunnen en wat ze niet kunnen en wees daar op voorhand duidelijk over;
2. Werp barrières op om te voorkomen dat cliënten verkeerde beslissingen nemen;
3. Ontwerp detectiesystemen waarmee problemen vroegtijdig voorkomen worden;
4. Ontwikkel incentives om ervoor te zorgen dat de goede beslissingen worden genomen; en
5. Maak cliëntsystemen waarin evaluatie en follow-up centraal staan.

### Thomas Barton
Volgens Thomas Barton, hoogleraar aan de California Western School of Law, is het westerse juridisch denken van de afgelopen drie eeuwen gestoeld op het ‘RSP-paradigma’ (Rationality, Separation, Power): traditioneel rechtsdenken rangschikt feiten en analyseert het toepasselijke recht (‘rationality’), scheidt de hulpzoekende cliënt van de sociale context waarin hij zich bevindt (‘separation’) en stelt macht (‘power’) centraal. Volgens Barton is het voor preventive law echter vereist dat er een paradigmawijziging in het rechtsdenken plaatsvindt: hij stoelt zijn visie op het ‘UIA-paradigma’ (Understanding, Integration, Accommodation). ‘Understanding’ wil zeggen dat er niet louter naar juridische feiten moet worden gekeken: het juridische probleem houdt verband met een bredere context en begrip van die volledige context is dan ook noodzakelijk. Doorgaans staat het juridische probleem niet op zichzelf, maar is er sprake van multiproblematiek. Volgens Barton moet daar niet eenzijdig juridisch naar worden gekeken, maar vooral multidisciplinair – ‘integration’. Daar moeten in de visie van Barton zoveel disciplines als mogelijk bij betrokken worden. ‘Accommodation’ wordt gebruikt in de volgende betekenis: voor de oplossing van een probleem is het volgens Barton noodzakelijk dat partijen zich kunnen aanpassen. Men moet de relatie goed willen houden in plaats van ten koste van de relatie een probleem juridisch op te lossen. Het grootste verschil tussen de traditionele en preventieve jurist is aldus dat de traditionele jurist met name terugkijkt naar het verleden: hoe ziet het feitencomplex eruit en hoe kan de wederpartij de eventuele schade compenseren? De preventieve jurist kijkt vooruit en probeert problemen te voorkomen.
Vanuit deze paradigmawijziging bezien kan het contrast tussen de traditionele en preventieve jurist volgens Barton inzichtelijk gemaakt worden aan de hand van zeven verschillende dimensies, waarbij de eerste karaktertrek kenmerkend is voor traditioneel recht en de tweede voor preventive law.
1. Verleden versus toekomst
2. Geheimhouding versus open communicatie
3. Scheiding versus verbinding
4. Zwart-witdenken versus denken in grijstinten
5. Regels versus risico’s
6. Afspraken versus systemen
7. Regelinterpretatie versus meervoudige probleemoplossing